# Serjania setulosa
Serjania setulosa är en kinesträdsväxtart som beskrevs av Ludwig Radlkofer. Serjania setulosa ingår i släktet Serjania och familjen kinesträdsväxter. Inga underarter finns listade i Catalogue of Life.